# 마사나카촌
마사나카촌(正中村)은 후쿠시마현 가와누마군에 있던 촌이다. 현재의 니시아이즈정에 해당한다.

## 역사
- 1889년 4월 1일 - 정촌제 시행에 의해 마사나카촌 단독으로 자치체를 형성하였다.
- 1921년 6월 1일 - 노자와정에 편입해, 동일 마사나카촌이 폐지되었다

## 교통

### 도로
현재는 구 촌역에 반에쓰 자동차도가 통과하지만 당시엔 미개통이였다.

## 참고문헌
- 角川日本地名大辞典 7 福島県